# Alsodes laevis
Alsodes laevis är en groddjursart som först beskrevs av Philippi 1902.  Alsodes laevis ingår i släktet Alsodes och familjen Cycloramphidae. IUCN kategoriserar arten globalt som otillräckligt studerad. Inga underarter finns listade i Catalogue of Life.